# Mary Jones
Mary Jones, née Peter Sewally le 12 décembre 1803 et morte après 1846, est une travailleuse du sexe transgenre new-yorkaise. 

## Biographie
Selon le journal The Sun, elle portait « un élégant costume masculin » le jour et s'habillait en tenue féminine en portant une prothèse vaginale la nuit pour proposer des services sexuels aux hommes et voler leur argent[réf. nécessaire]. Elle est surtout connue pour avoir fait l'objet d'un procès en 1836 où elle a été accusée de vol de portefeuilles d'hommes avec qui elle s'était livrée à des actes sexuels. Elle est considérée comme l'une des premières personnes ouvertement transgenres de l'histoire de New York.

## Arrestation et procès
Le 11 juin 1836, un maçon blanc nommé Robert Haslem a sollicité les services sexuels de Mary Jones. Lorsque Haslem rentre chez lui, il se rend compte que son portefeuille contenant 99 dollars a été volé et remplacé par un portefeuille vide appartenant à un autre homme. Lorsqu'il retrouve et confronte son propriétaire, celui-ci nie d'abord en être le propriétaire mais admet finalement qu'il a également été volé par Jones. Le propriétaire du portefeuille a affirmé qu'il ne voulait pas signaler le crime à la police par peur de « s'exposer ». Haslem a signalé le crime à la police le lendemain, et Mary Jones a été retrouvée par la police à minuit le même jour. Lorsqu'un policier l'a trouvée, il a fait semblant d'être intéressé par ses services sexuels, l'a amenée dans Greene Street et l'a arrêtée. Lorsque l'agent l'a fouillée, il s'est rendu compte que Jones était née anatomiquement de sexe masculin. Lorsque l'officier a fouillé sa chambre, il a trouvé plusieurs autres portefeuilles d'hommes.

Mary Jones a été jugée le 16 juin 1836 et a comparu devant le tribunal avec une perruque, des boucles d'oreilles blanches et une robe. Elle a été soumise à beaucoup de moqueries par l'audience de la part de la cour pour sa tenue vestimentaire. Selon The Sun, une personne du public lui a arraché la perruque de la tête, ce qui a fait éclater de rire le tribunal. Lorsqu'on lui a demandé pourquoi elle était vêtue de vêtements féminins, elle a déclaré :
« J'ai eu l'habitude de suivre des filles de mauvaise renommée, de faire leurs lits, de recevoir la clientèle à la porte et de recevoir l'argent pour les chambres. Elles m'ont incitée à m'habiller avec des vêtements pour femmes en me disant que ça m'allait beaucoup mieux et j'ai toujours assisté à des soirées avec des personnes de ma communauté noire habillées de cette façon et à la Nouvelle-Orléans, je m'habillais toujours ainsi »
Mary Jones a plaidé non coupable à l'accusation de vol qualifié. Elle a été condamnée à cinq ans d'emprisonnement à Sing Sing.
Le procès a fait l'objet de beaucoup d'attention médiatique, les médias ayant davantage tendance à parler de sa tenue que du crime qu'elle avait commis. Une lithographie de Jones y a été dessinée par HR Robinson, l'appelant « The Man-Monster »,.

## Autres arrestations
Le 9 août 1845, le journal Commercial Advertiser a publié un fait divers sur Mary Jones en la qualifiant de « Beefsteak Pete », la montrant en train d'être à nouveau arrêtée. Jones a obtenu ce surnom du fait qu'elle portait une prothèse vaginale lorsqu'elle avait des relations sexuelles avec des hommes pour leur faire croire qu'elle avait des attributs biologiques féminins.
Le 15 février 1846, le New York Herald rapporta que Jones, l'appelant également « Beefsteak Pete », avait été libérée de l'île Blackwells après avoir été emprisonnée pendant 6 mois pour « avoir joué à son ancien jeu [et] avoir longé la rue avec l'accoutrement complet d'une femelle ».

## Héritage
Bien que fortement moquée à l'époque, Mary Jones est célébrée par les historiens modernes pour ses actions devant le tribunal consistant à partager son expérience en tant que personne noire trans devant le public blanc du tribunal. Dans son livre, The Amalgamation Waltz, Tavia Nyong'o déclare que Jones « [transformait] la honte et la stigmatisation non pas en les transcendant ou en les réprimant, mais en les utilisant comme ressources dans la production de nouveaux modes de sens et d'être ». Le Musée de la ville de New York a considéré Jones comme « l'une des premières personnes transgenres connues dans l'histoire de New York ».
L'artiste Arthur Jafa a présenté une ré-imagination de ce à quoi Jones aurait ressemblé dans une photographie d'autoportrait intitulée « La Scala » dans son exposition « A Series of Utterly Improbable, Yet Extraordinary Renditions ».
Le Brooklyn Museum a chargé la cinéaste Tourmaline de créer un court métrage intitulé « Salacia » se concentrant sur la vie de Jones. Ce court métrage a été projeté au musée du 3 mai au 9 décembre 2019, et est actuellement projeté par le Museum of Modern Art en tant que collection permanente,.
L'historien Jonathan Ned Katz, dans son livre Love Stories: Sex Between Men Before Homosexuality, explique que Jones a reçu un niveau d'instruction faible, était analphabète et signait ses déclarations d'un « X ». Selon Katz, ce sont le contraste et le scandale qui ont rendu le cas de Sewally/Jones fascinant pour la presse : pendant la journée, Peter Sewally se serait habillé en homme (sauf à la Nouvelle-Orléans) et la nuit se changeait en vêtements féminins pour prendre le rôle de Mary (qui est également passée sous les noms de Miss Ophélie, Miss June, Eliza Smith et Julia Johnson). Les journaux Herald et Sun, lorsque Sewally a été accusé pour la première fois de vol, ont déclaré que Sewally avait initialement exercé des activités sous le nom de Mary Jones sans voler ses clients. Le terme archaïque d'« amalgamation » était utilisé par la presse pour indiquer que des clients d'origines diverses étaient servis, ce qui n'était pas la norme moins de dix ans après l'abolition de l'esclavage.